# Viajar liviano (álbum)
Viajar Liviano es el primer álbum de estudio como solista del cantautor panameño de pop rock Horacio Valdés, lanzado en formato digital el 1 de septiembre de 2017 a través de la distribuidora digital Awal.  Su promoción inició con un pre-save en plataformas entre el 15 y 30 de agosto de 2017.

## Trasfondo y grabación
Después de su salida de los grupos Son Miserables, Post y Nave, Horacio Valdés decidió continuar el camino de la música con un álbum de estudio que contenía canciones que llevaba trabajando desde el 2009. El resultado fue Viajar Liviano, publicado el 1 de septiembre de 2017.
Respecto al título y contenido del álbum Valdés expresó, “A medida que van pasando los años te das cuenta de las cosas que realmente importan. Gran parte de nuestras vidas andamos como zombies preocupándonos por cosas que no tienen mayor trascendencia.  Hay que soltar las cosas que no importan y viajar liviano porque la vida es muy corta. mientras más rápido nos demos cuenta de eso, más felices seremos”.

## Lista de canciones
| Viajar Liviano |                              |                |          |  |
| N.º            | Título                       | Escritor(es)   | Duración |  |
| 1.             | «Viajar Liviano»             | Horacio Valdés | 4:06     |  |
| 2.             | «Me conformo»                | Horacio Valdés | 4:08     |  |
| 3.             | «El amor de esa mujer»       | Horacio Valdés | 4:27     |  |
| 4.             | «Como quieres que te quiera» | Horacio Valdés | 4:16     |  |
| 5.             | «Cuando te desprendes»       | Horacio Valdés | 3:59     |  |
| 6.             | «Quise ser mejor»            | Horacio Valdés | 4:14     |  |
| 7.             | «Soy de Allá»                | Horacio Valdés | 2:47     |  |
| 8.             | «Natalia»                    | Horacio Valdés | 5:01     |  |
| 9.             | «No voy»                     | Horacio Valdés | 3:47     |  |
| 10.            | «Una luz»                    | Horacio Valdés | 3:57     |  |
| 11.            | «Hasta el fin del mundo»     | Horacio Valdés | 4:00     |  |

## Créditos
| Música - Horacio Valdés – voz guitarra y coros | Producción - Ettore Grenci - producción |